# National Provincial Championship Division 2 1992
La National Provincial Championship Division 2 1992 fue la decimoséptima edición de la segunda división del principal torneo de rugby de Nueva Zelanda.

## Sistema de disputa
El torneo se disputa en formato todos contra todos a una sola ronda, los primeros cuatro clasificados al finalizar la fase regular clasifican a semifinales, los ganadores de estas clasifican a la final, el equipo que gana la final se corona campeón y asciende directamente a Primera División.
El equipo que termina en último lugar desciende directamente a la Tercera División.

## Campeonato
Tabla de posiciones
| Pos. | Equipo           | Encuentros | Encuentros | Encuentros | Encuentros | Tantos | Tantos | Tantos | PB | PB | Puntos |
| Pos. | Equipo           | PJ         | PG         | PE         | PP         | F      | C      | Dif    | BO | BD | Puntos |
| ---- | ---------------- | ---------- | ---------- | ---------- | ---------- | ------ | ------ | ------ | -- | -- | ------ |
| 1.º  | Taranaki         | 8          | 7          | 0          | 1          | 317    | 150    | +167   | 0  | 1  | 29     |
| 2.º  | Counties Manukau | 8          | 7          | 0          | 1          | 317    | 92     | +225   | 0  | 1  | 29     |
| 3.º  | Bay of Plenty    | 8          | 5          | 0          | 3          | 171    | 128    | +43    | 0  | 1  | 21     |
| 4.º  | Manawatu         | 8          | 5          | 0          | 3          | 263    | 202    | +61    | 0  | 1  | 21     |
| 5.º  | Southland        | 8          | 5          | 0          | 3          | 283    | 161    | +122   | 0  | 1  | 21     |
| 6.º  | South Canterbury | 8          | 4          | 0          | 4          | 216    | 320    | -14    | 0  | 0  | 16     |
| 7.º  | Wairarapa Bush   | 8          | 2          | 0          | 6          | 143    | 325    | -182   | 0  | 0  | 8      |
| 8.º  | Poverty Bay      | 8          | 1          | 0          | 7          | 101    | 382    | -281   | 0  | 0  | 4      |
| 9.º  | Thames Valley    | 8          | 0          | 0          | 8          | 133    | 274    | -141   | 0  | 1  | 1      |

|  | Semifinalistas.               |
|  | Desciende a Tercera División. |

### Semifinales
| 1992 | Manawatu | 18 - 29 | Taranaki |  |  |

| 1992 | Counties Manukau | 31 - 29 | Bay of Plenty |  |  |

### Final
| 3 de octubre | Taranaki | 12 - 0 | Counties Manukau |  |  |

| Bandera de Nueva Zelanda |
| Campeón Taranaki         |
| Tercer título            |